# Gilmore Girls: A Year in the Life
Gilmore Girls: A Year in the Life (en España Las 4 Estaciones de las Chicas Gilmore y en Latinoamérica Gilmore Girls: Un Nuevo Año) es una miniserie de televisión estadounidense de comedia dramática creada por Amy Sherman-Palladino y protagonizada por Lauren Graham y Alexis Bledel. Es una secuela de la serie de televisión Gilmore Girls (2000-2007).
La miniserie ve el regreso de Sherman-Palladino y su esposo Daniel Palladino a la serie después de irse antes de la temporada 7. La serie consta de cuatro episodios de 88 a 102 minutos, que se lanzaron el 25 de noviembre de 2016 en Netflix. Cada episodio sigue a los personajes a través de una de las cuatro estaciones del año, completando al final, un año en sus vidas.
En noviembre de 2020, la miniserie se emitió en The CW y Up TV.

## Sinopsis
La trama que marcan estos cuatro nuevos capítulos es la siguiente:
Lorelai y Rory continúan con una vida muy similar a la del final de la serie aunque con la falta de un miembro de la familia, Richard, el padre de Lorelai y abuelo de Rory. Lorelai sigue dirigiendo el Dragonfly, aunque sin la ayuda de Sookie, y continua con Luke a pesar de los altibajos de la pareja. Viven juntos en la casa de Lorelai pero no están casados, aunque se prometen y se casan en el último capítulo. 
Rory es escritora aunque con un futuro incierto. Rory, además, no tiene vivienda ni localización fija, lo cual es una preocupación para su familia durante la serie. Tiene una relación peculiar con un hombre llamado Paul del que nadie se acuerda, a pesar de llevar bastante tiempo, aunque ella tiene una relación secreta con su novio de la universidad, Logan. Sus exnovios aparecen a lo largo de la trama. Dean está casado y tiene niños y Jess sigue siendo escritor y está presente en su vida por el parentesco con su padrastro. Además sigue enamorado de ella en secreto. 
La trama queda abierta a posibles capítulos en el futuro, puesto que termina con una gran noticia de Rory a Lorelai justo después de casarse felizmente con Luke.

## Elenco y personajes

### Principal
- Lauren Graham como Lorelai Gilmore
- Alexis Bledel como Rory Gilmore
- Scott Patterson como Luke Danes
- Kelly Bishop como Emily Gilmore

### Recurrente
- Keiko Agena como Lane Kim
- Yanic Truesdale como Michel Gerard
- Liza Weil como Paris Geller
- Sean Gunn como Kirk Gleason
- Matt Czuchry como Logan Huntzberger
- Milo Ventimiglia como Jess Mariano
- Liz Torres como Miss Patty
- Sally Struthers como Babette Dell
- Michael Winters como Taylor Doose
- Rose Abdoo como Gypsy / Berta
- Ray Wise como Jack Smith
- Alex Kingston como Naomi Shropshire
- Mike Gandolfi como Andrew
- Todd Lowe como Zach Van Gerbig
- John Cabrera como Brian Fuller
- Aris Alvarado como Caesar
- Danny Strong como Doyle McMaster
- Armand Vasquez como Eric

### Invitado
- Paul Anka como él mismo
- Sebastian Bach como Gil
- Rini Bell como Lulu
- Emily Bergl como Francie Jarvis
- Christian Borle como Carl
- Alex Borstein como Miss Celine
- Dan Bucatinsky como Jim Nelson
- Kerry Butler como Claudia
- Jackson Douglas como Jackson Belleville
- Chris Eigeman como Jason Stiles
- Sutton Foster como Violet
- Louise Goffin como Louise
- Julia Goldani Telles como Sandee
- Gregg Henry como Mitchum Huntzberger
- Nick Holmes como Robert
- Carole King como Sophie
- Peter Krause como Park Ranger #2
- Emily Kuroda como Mrs. Kim
- Grant Lee Phillips como Grant
- Alan Loayza como Colin McCrae
- Vanessa Marano como April Nardini
- Dakin Matthews como Hanlin Charleston
- Melissa McCarthy como Sookie St. James
- Stacey Oristano como Allie
- Jared Padalecki como Dean Forester
- Sam Pancake como Donald
- Rachael Ray como ella misma
- Jason Ritter como Park Ranger #1
- Ted Rooney como Morey Dell
- Tanc Sade como Finn
- David Sutcliffe como Christopher Hayden
- Mae Whitman como Marcy

## Episodios
| N.º | Título               | Dirigido por          | Escrito por           | Fecha de lanzamiento original |
| --- | -------------------- | --------------------- | --------------------- | ----------------------------- |
| 1   | «Winter» «Invierno»  | Amy Sherman-Palladino | Amy Sherman-Palladino | 25 de noviembre de 2016       |
| 2   | «Spring» «Primavera» | Daniel Palladino      | Daniel Palladino      | 25 de noviembre de 2016       |
| 3   | «Summer» «Verano»    | Daniel Palladino      | Daniel Palladino      | 25 de noviembre de 2016       |
| 4   | «Fall» «Otoño»       | Amy Sherman-Palladino | Amy Sherman-Palladino | 25 de noviembre de 2016       |

## Producción

### Desarrollo
El 15 de septiembre de 2010, Lauren Graham le dijo a Vanity Fair que una película de Gilmore Girls era una posibilidad: "las personas que realmente podrían hacer que sucediera, están hablando de eso". En mayo de 2015, en una entrevista en el podcast Gilmore Guys, Scott Patterson dijo: "Hay conversaciones en curso en este momento. Realmente no puedo entrar en detalles, pero hay algo de actividad. Así que tengo esperanzas y ya sabes, estoy adentro. [...] Creo que queda mucho recorrido sin explorar que podríamos hacerlo en una serie limitada o una película para televisión o un largometraje, lo que sea."
En octubre de 2015, se informó en TVLine que Netflix llegó a un acuerdo con Warner Bros. para revivir la serie en una tirada limitada, que consta de cuatro episodios de 90 minutos. Se informó que Amy Sherman-Palladino estaría a cargo de los nuevos episodios. En abril de 2016, Sherman-Palladino dijo que el formato de 90 minutos se inspiró en la serie Sherlock, de la que es fanática: "Son sus propias minipelículas. Parecía un formato que funcionaría bien para nosotros en un nivel narrativo".
El 29 de enero de 2016, Netflix y Warner Bros. confirmaron oficialmente el renacimiento de la serie, tentativamente titulado como Gilmore Girls: Seasons. La filmación de los nuevos episodios había comenzado en Los Ángeles el 2 de febrero de 2016 y estaba programada para durar hasta el 30 de junio de 2016, con Amy Sherman-Palladino y Daniel Palladino regresando como escritores y directores. El 19 de mayo de 2016, se anunció que el renacimiento se titularía oficialmente: Gilmore Girls: A Year in the Life.

## Recepción
Gilmore Girls: A Year in the Life recibió críticas positivas. El sitio web del agregador de reseñas, Rotten Tomatoes, otorgó a la serie una calificación de aprobación del 87%, según 87 reseñas, con una calificación promedio de 7.66/10. El consenso crítico del sitio dice: "Gilmore Girls: A Year in the Life ofrece un renacimiento fiel y exitoso de la peculiar, dulce y querida serie de la que los fanáticos se enamoraron hace más de una década". En Metacritic, la serie ha obtenido una puntuación de 75 sobre 100, basada en 28 críticos, lo que indica "críticas generalmente favorables".